# اسكاكمة (البخاتي الجنوبية)
اسكاكمة هو دُوَّار يقع بجماعة لبخاتي، إقليم آسفي، جهة مراكش آسفي في المملكة المغربية. ينتمي الدوّار لمشيخة البخاتي الجنوبية التي تضم 16 دوار. يقدر عدد سكانه بـ 378 نسمة حسب الإحصاء الرسمي للسكان والسكنى لسنة 2004.

## روابط خارجية
- البوابة الوطنية للجماعات الترابية
- المندوبية السامية للتخطيط